# Vila Muqui
Vila Muqui é um bairro classe média alta de Teresópolis, cidade localizada no interior do estado do Rio de Janeiro.

## Demografia
De acordo com o Instituto Brasileiro de Geografia e Estatística (IBGE), sua população no ano de 2010 era de 1 271 habitantes, sendo 695 mulheres (54.7%) e 576 homens (45.3%), possuindo um total de 482 domicílios.